# 스페인령 포르모사
에르모사(스페인어: Hermosa) 혹은 스페인령 포르모사(Spanish Formosa, Formosa Española)는 1626년부터 1642년까지 대만(臺灣) 지역에 존재하던 스페인 제국의 식민지이다. 네덜란드 독립 전쟁(the Eighty Years' War) 동안 스페인에서 네덜란드로 양도되었다.

## 개요
1544년, 포르투갈인들이 유럽인 최초로 대만섬(臺灣島) 남방에 이르렀고, 바다에서 보는 섬의 전경이 아름다워서 포르투갈어로 '아름답다'를 뜻하는 '포르모사(Formosa)'라고 섬이름을 지었다. '포르모사'는 스페인어로 '에르모사(Hermosa)'에 해당된다.
1626년, 대만도 북부가 스페인의 식민지가 되어 마닐라(Manila)를 중심으로 한 스페인령동인도제도(Spanish East Indies)의 일부에 편입되었다. 스페인 식민지로서 대만도 남부에 주군한 네덜란드인들의 견제로부터 필리핀과의 역내무역(regional trade)을 보호하려는 것이었다. 그러나 전략정 중요성을 상실하고, 마닐라 주둔 스페인 당국이 마닐라 방어에 더 치중함에 따라, 스페인령대만 식민지는 단명하게 되었다. 17년 후인 1643년, 네덜란드인들이 스페인의 마지막 요새를 포위하고 함락시킴으로써 대만도 대부분은 네덜란드인들이 장악하게 되었다.

## 배경
1566년, 네덜란드인들이 합스부르크(Hapsburg) 왕가 출신 스페인 국왕 펠리페 2세(Felipe II)에 항거하여 봉기하였다. 네덜란드 독립 전쟁(the Eighty Years' War) 동안, 네덜란드공화국(the Dutch Republic)과 동맹국 잉글랜드(England), 프랑스(France)는 스페인의 해외 영토 일부를 공격하고 약탈하였다.
스페인인들은 포르투갈 리스본(Lisbon)에 기반을 둔 향료무역에서 네덜란드인들을 배척하였다. 네덜란드인들은 동인도제도(the Eas Indies)에서 직접 향료를 구하기 위하여 원정대를 파견하였다.
1580년, 스페인 국왕 펠리페2세가 포르투갈 왕위마저 계승•겸임하면서, 이베리아 스페인-포르투갈 통합 왕국이 수립된 가운데, 네덜란드 지역 17개 주가 포르투갈과 네덜란드-포르투갈 전쟁(the Dutch–Portuguese War)을 수행하고 있었다. 잉글랜드와 프랑스는 포르투갈과 스페인의 적이 되었다.
네덜란드의 대만도 식민화 과정은 필리핀을 포함한 아시아 내 스페인 식민 영토를 점령하기 위한 원정의 일부였으나, 큰 성과를 거두지는 못하였다. 네덜란드인들은 포르투갈인들이 아프리카와 아시아에 점한 성채들을 공격하였다. 성채들 중 일부는 병력이 부족하였다. 포르투갈인들의 정주지 중 일부는 고립되어 있었기에 공격을 받으면 병력 보강이 힘들었으며, 따라서 각개격파 당하기 쉬웠다. 하지만 네덜란드인들은 큰 성과를 거두진 못하였다.
1600년 12월 14일, 아시아로 가는 무역항로를 새로 개척하기 위하여, 해적 올리비어 반 노르트(Olivier van Noort)가 이끄는 사략선 함대가 필리핀에 도착하였다. 이들은 필리핀에 온 최초의 네덜란드 사략선 함대였다. 네덜란드인들은 동아시아 해양무역을 장악하고자, 해적질과 사략 행위를 자주 일삼았다. 이들은 마닐라만(Manila Bay)과 인근을 포위하여 선박 왕래를 방해하거나 중국과 일본에서 와서 마닐라에서 무역하려고 한 삼판선(sampan)과 정크선을 노략하였다.
이러한 무역 경쟁 하에, 네덜란드인들은 오늘날 대만 남부 안평(安平) 일대에 해당하는 타요완(Tayouan, '타이완'(대만)이라는 섬 이름의 유래가 되는 곳이다)에 식민지를 건설하였다. 이곳에서 네덜란드인들은 스페인인들의 무역을 방해하렸다. 이러한 위협에 대항하여, 마닐라 스페인 식민당국은 대만 북부에 식민지를 수립하기로 결정하였다.

## 초기(1626-1629)
스페인인들은 대만도 북동부 산티아고곶(Cape Santiago, 三貂角)에 상륙하였으나 방어에 적합하지 않음을 발견하고, 해안을 따라 서진하여 계롱(Keelong, 雞籠) 즉 오늘날 기륭(基隆)에 도착하였다. 항만이 깊고 방비가 잘 되어 있으며 어귀에 작은 섬이 하나 있어 정주하기에는 안성맞춤이었다. 이곳에서 스페인인들은 대만도 내 최초의 정주지를 세우고 산티시마 트리니다드(Santissima Trinidad, '성 삼위일체'라는 뜻)라고 명명하였다. 성채가 섬과 부두에 모두 건설되었다.
1629년, 스페인인들은 담수(淡水, Tamsui) 지역에 산도밍고성채(Fort San Domingo)를 중심으로 두번째 기지를 건설하였다.

## 네덜란드와의 첫 전투
1641년, 스페인 식민지에 거슬린 네덜란드인들은 무력 점거를 하기로 결정하였다. 결과적으로 이 시도는 실패하였다. 네덜란드대만총독(the Dutch Governor) 파울루스 트라우데니우스(Paulus Traudenius)는 스페인총독에게 자신들의 뜻을 전달하였다.
귀하께

저는 귀하와 이야기할 수 있어 영광입니다. 저는 상당한 육해군 병력 지휘권을 위임받았던 바, 백성들의 뜻에 따라 혹은 귀하께서 총독으로 있는 계롱(Ke-lung)의 섬에 있는 산티시마 트리니다드 요새를 점하는 주인으로서 저를 임명한 것이었습니다. 적대관계가 시작되기 전에 자신의 의도를 밝혀야 하는 기독교 국가들의 관습에 따라, 저는 이제 귀하의 항복을 권합니다. 만약 귀하께서 우리가 제안하는 항복문서의 말들에 귀를 기울이시고 산티시마 트리니다드 등의 성채를 저에게 양도할 준비가 되어 있으시다면, 전쟁의 관습에 따라 귀하와 귀하의 군대는 호의를 받겠지만, 만약 귀하께서 귀가 먼 척 하신다면 무력 사용을 하는 외에 다른 방도는 없을 것입니다. 바라건대 귀하께서 이 서신 내용을 주의 깊게 살피시고 무익한 유혈사태를 피하시길 바랍니다. 그리고 저는 귀하께서 지체 없이 간략한 몇 마디로 귀하의 뜻을 저에게 알리실 것이라 믿습니다.
주님께서 귀하를 오래토록 지켜주시길.

귀하의 친구, 파울루스 트라우데니우스
스페인 대만총독은 쉽게 항복하지 않았으며, 친절히 답장을 보내었다.
귀하께

8월 26일, 과분하게도 저는 귀하의 전갈을 받았습니다. 그리고 그에 대한 답변으로서 저는 몇 가지 사항을 귀하께 지적해 드리게 되어 영광입니다. 자신의 국왕전하 앞에서 한 맹세를 상기시키는 좋은 기독교도가 되어, 귀하께서 요구하는 성채들을 바칠 수도 없고 그러려고 하지도 않을 겁니다. 저와 병사들은 이들을 지키려 하기로 결심했기 때문입니다. 저는 거대한 군대를 숱하게 거느려 보았으며 여러 나라뿐 아니라 (네덜란드의 일부인) 플랑드르(Flanders)에서도 수많은 전투를 치러보았습니다. 그래서 저는 귀하께서 다시는 이런 내용의 서신들을 저에게 작성하시어 문제를 일으키시지 말기를 청합니다. 각자가 최선을 다하여 자기자신을 지키기를 바랍니다. 우리는 스페인 기독교도이며 우리가 믿는 주님은 우리의 보호자이십니다. 주님께서 귀하에게 은총을 내리시길.
1641년 9월 6일, 본부 성채 산살바도르(San Salvador)에서 씀.

곤잘로 포르틸리스(Gonsalo Portilis)
그 결과 네덜란드인들은 스페인인들이 통치하는 북부 지역을 공격하였으나, 방어가 견고하였으며 성채 성벽을 무너뜨리지 못하였다. 사기가 꺾인 네덜란드인들은 젤란아 성채(Fort Zeelandia)로 돌아갔다.

## 두번째 전투
1642년, 스페인 마닐라총독(the Spanish Governor of Manila)은 대만도 군대 대부분을 소환하려 필리핀 원정에 투입하였다. 같은해 8월, 비교적 방어가 허술한 스페인 진지를 공략하고자, 네덜란드인들은 전선 4척, 작은 선박 여러 척, 369명의 네덜란드인 병사를 거느리고 계롱으로 다시 갔다. 스페인인들은 현지인과 필리핀 카팜팡가(Kapampanga) 사람들로 구성된 군대로 6일동안 공세를 막아냈다. 그러나 결국 스페인군은 항복하였으며, 깃발과 포병대의 물건들을 버리고 필리핀으로 철수했다. 필리핀총독 세바스티안 우르타도 데 코르쿠에라(Sebastián Hurtado de Corcuera)는 대만도 상실의 책임으로 재판에 회부되었다. 선고 결과 그는 5년동안 필리핀에서 투옥되었다. 이때부터 역사가들은 대만도 상실에 대하여 코르쿠에라에게 책임을 돌렸지만, 당시 스페인 제국의 자원 부족도 대만도 상실에 기여한 바가 있다.

## 같이 보기
- 네덜란드령 포르모사
- 미다그 왕국
- 동녕국